# 神奈川科学技術アカデミー
座標: 北緯35度35分37.7秒 東経139度37分14.8秒 / 北緯35.593806度 東経139.620778度公益財団法人神奈川科学技術アカデミー（こうえきざいだんほうじんかながわかがくぎじゅつアカデミー、英:Kanagawa Academy of Science and Technology、略称:KAST）は、1989年7月に神奈川県内の産学公連携を推進することを目的として設立された公益法人である。2017年4月1日に神奈川県産業技術センターと統合し、地方独立行政法人神奈川県立産業技術総合研究所に移行した。2005年4月1日に財団法人神奈川高度技術支援財団（英:Kanagawa High-Technology Foundation、略称:KTF）を統合した。科学技術の研究・教育活動を行っていた。

## 組織
以下の3センターで構成されている。
- イノベーションセンター
- 高度計測センター
- 教育情報センター

## 所在地・交通アクセス
神奈川県川崎市高津区のかながわサイエンスパーク内にある。交通アクセスについてはかながわサイエンスパーク#交通機関を参照。